# Мухаммед Алі Єгипетський
Мухамме́д Алі (араб. محمد علي, тур. Mehmet Ali; 4 березня 1769 — 2 серпня 1849) — османський державний, військовий і політичний діяч албанського походження. Паша, валі та самопроголошений хедив (господар) Єгиптського еялету (17 травня 1805 — 2 березня 1848 року). Патріарх династії хедивів, яка правила Єгиптом до 1952 року. Один із батьків-засновників модерного Єгипту. Також — Мехмет Алі (тур. Mehmet Ali), Муххамад Алі-паша.

## Життєпис
Народився в албанській родині в місті Кавала в області Македонія на території сучасної Греції. Рано залишився сиротою і за деякими даними виховувався в родині місцевого правителя, який згодом призначив його командувачем військового загону.
У 1798 році відправлений султаном на чолі загону македонських албанців до Єгипту — воювати проти французів. Брав участь проти армії Бонапарта у бою біля Абукіра. Після того як французи, а згодом і союзники османів британці залишили Єгипет, Мухаммед Алі зосередив під своїм командуванням усі албанські частини і разом з мамлюками вигнав із країни османську армію. У 1804 році повалив Ібрагім-бея, каймакама (фактично правителя) Єгипту. Внаслідок цього було ослаблено вплив могутнього клану мамлюків аль-Мухаммадія.
Здобувши популярність серед місцевого населення (зокрема і через відмову збирати додаткові податки на утримання своєї армії), мириться з султаном, який у травні 1805 року проголосив його пашою і намісником Єгипту.
17 серпня 1805 року запросив до себе найвпливовіших мамлюків і підступно, із звірячою жорстокістю, вбив усіх запрошених (у бійні загинуло майже 1700 людей).
У березні 1807 року в Єгипті знову висадилися британці, але під Розеттою Мухаммед Алі здобув над ними блискучу перемогу і до вересня британці залишили країну. У 1811 році Мухаммед Алі віддав наказ про знищення усіх мамлюків, які ще залишалися живими.
У 1811—1819 роках приєднав до своїх володінь Аравію, в 1820—1823 роках — Судан, де заснував місто Хартум. Султан змушений був віддати Мухаммеду Алі Крит і пообіцяти Сирію та Пелопонес в обмін на допомогу в придушенні грецького повстання. Володар Єгипту надіслав до Греції ескадру з 60 кораблів і військо на чолі із своїм сином Ібрагім-пашою, але після поразки під Наварином 20 жовтня 1827 року єгиптяни змушені були повернутися додому. Султан відмовився від обіцянок і у 1831 році Мухаммед розпочав проти нього військові дії. Єгиптяни взяли Акко, захопили Сирію та завдали османській армії нищівної поразки біля Коньї. За Кютахійським договором (4 травня 1833 року), укладеним за посередництва великих держав, Стамбул визнав володінням Мухаммеда Алі усю Сирію, а згодом — і Адану.
Водночас Мухаммед Алі проводив глибокі перетворення в самому Єгипті. Земля була оголошена державною власністю, податки і збори — впорядковані, встановлено і контроль над цінами. Мухаммед Алі заохочував вирощування бавовни, яка незабаром перетворилася на головний експортний товар Єгипту. Торгівці, насамперед — іноземні, знаходилися під особливим патронатом володаря. Він повернув значення порту Александрії, який був з'єднаний каналом із Нілом. Збудувавши перші в Єгипті великі підприємства, Мухаммед Алі фактично створив національну промисловість. Він розбудовував школи, засновував типографії, за його правління в Єгипті з'явилася преса.
Заходи Мухаммеда Алі викликали і чималий спротив. У 1834 році спалахнуло справжнє повстання проти системи державних монополій, великих податків і рекрутського набору. Цим спробував скористатися султан. Але під Незибом османська армія знову зазнала нищівної поразки. Тоді проти Єгипту виступили Велика Британія, Російська імперія, Австрійська імперія та Королівство Пруссія, які в листопаді 1840 року окупували Акку. За Лондонською конвенцією 1840 і угодою 1841 року Мухаммед Алі змушений був відмовитися від своїх азійських провінцій і визнати зверхність султана, але отримав Єгипет і Судан у спадкове володіння, заснувавши династію єгипетських хедивів, яка керувала цією країною до середини XX сторіччя.
У 1844 році оголосив співправителем свого сина, Ібрагіма, але той у листопаді 1848 року помер. 2 серпня 1849 року не стало і самого Мухаммеда Алі. Його спадкоємцем став онук Аббас-паша.